# Eldar Riazanov
Eldar Aleksandrovitch Riazanov (em russo: Эльда́р Алекса́ндрович Ряза́нов) (18 de Novembro de 1927 — 30 de Novembro de 2015) foi um diretor de cinema russo, que alcançou renome durante a União Soviética, seus filmes são comédias que satirizam com o cotidiano e exploram os prós e contras da sociedade soviética, seus filmes fizeram enorme sucesso na União Soviética, e continuam fazendo na Rússia, foi diretor e roteirista de diversos filmes, além de fazer várias aparições cameo.

Recebeu o Prêmio Estatal Socialista em 1977, o de Artista do Povo da URSS em 1984, Ordem ao Mérito pela Pátria, em 2008, e, além dos prêmios, o asteróide 4258 Riazanov é em sua honra.

Entre seus mais conhecidos filmes estão Noite de Carnaval (1955), A Balada do Hussardo (1962), Atenção com o Automóvel (1966), Ironia do Destino (1975), Romance Burocrático (1977), A Garagem (1979), Um Romance Cruel (1984).

Faleceu num hospital de Moscovo logo depois da meia-noite do dia 30 de novembro de 2015, tendo 88 anos de idade.

## Filmografia
- 2007 Ironia do Destino 2 (Ator em aparição especial)
- 2006 Andersen, vida sem amor.
- 2006 Noite de Carnaval 2 (Televisão)
- 2003 Kliutch ot Spaln
- 2000 Águas Quietas
- 2000 Starie Kliatchi
- 1996 Privet, Duralei!
- 1993 Profecia
- 1991 Nebesa Obetovannie
- 1988 Querida Helena Sergeievna
- 1987 Zabitaia Melodia dlia Fleiti
- 1984 Romance Cruel
- 1982 Uma Estação para Dois
- 1981 O Bednom Gusare Zamolvite Slovo
- 1979 A Garagem
- 1977 Romance Burocrático
- 1975 Ironia do Destino
- 1974 Inacreditáveis Aventuras de Italianos na Rússia
- 1971 Stariki-razboiniki
- 1969 Zigzag Udatchi
- 1966 Atenção com o Automóvel
- 1964 Dê o Livro de Reclamações
- 1962 Balada do Hussardo
- 1961 Homem sem Origem
- 1961 Como se fez Robinson
- 1957 Rapariga sem Endereço
- 1956 Noite de Carnaval
- 1955 Vesenniie Golosa
- 1954 Ostrov Sakhalin
- 1953 Não tão longe de Krasnodar
- 1953 Teus Livros
- 1952 Na Pervenstve mira po Shakhmatam
- 1951 Caro Outubro
- 1950 Eles Estudam em Moscou